# Treveon Graham
Treveon Graham, född 28 oktober 1993, är en amerikansk basketspelare som spelar för Atlanta Hawks i National Basketball Association (NBA). 

## Karriär
Graham spelade collegebasket på Virginia Commonwealth University. Han gick odraftad i NBA:s draft 2015, men skrev den 17 augusti 2015 på för Utah Jazz. Den 20 oktober 2015 släpptes han av klubben efter att endast spelat två försäsongsmatcher. Den 1 november 2015 gick Graham till Idaho Stampede i NBA Development League. Han spelade 46 matcher för Idaho Stampede under säsongen 2015/2016 och snittade 15,7 poäng, 6,1 returer och 1,6 assist per match.
Den 25 juli 2016 värvades Graham av Charlotte Hornets. Den 29 juni 2018 meddelade Charlotte Hornets att Graham fick lämna klubben. Den 30 juli 2018 värvades Graham av Brooklyn Nets. Den 7 juli 2019 gick Graham till Golden State Warriors i en bytesaffär där Kevin Durant gick i motsatt riktning. Dagen efter trejdades Graham och Shabazz Napier till Minnesota Timberwolves i byte mot drafträttigheterna för Lior Eliyahu.
Den 16 januari 2020 gick Graham och Jeff Teague till Atlanta Hawks i en bytesaffär där Allen Crabbe gick i motsatt riktning.